# Ahmad Wais
Ahmad Badreddin Wais (15 januari 1991) is een Syrisch wielrenner die anno 2018 rijdt voor VIB Sports.

## Carrière
In juni 2014 eindigde Wais op plek 32 in de wegwedstrijd op het Aziatische kampioenschap, nam hij deel aan de Ronde van Iran en werd hij vierde in het door Yalmaz Habash gewonnen nationale wegkampioenschap.
In 2017 nam Wais deel aan de tijdrit op het wereldkampioenschap in Bergen. Begin april 2018 maakte hij de overstap naar VIB Sports. Namens die ploeg stond hij diezelfde maand aan de start van de Klasika Primavera, die hij niet uitreed.

## Resultaten in voornaamste wedstrijden
|      | \| Jaar \| \| WK op de weg \| \| ---- \| \| ------------ \| \| 2024 \| \| opgave \| |              |
| Jaar |                                                                                     | WK op de weg |
| 2024 |                                                                                     | opgave       |

## Ploegen
- 2018 –  VIB Sports

Al Moakee · Al Rikabi · Alawi · Ayachi · Ayyad · Costa · Jawad · Khalefa · Makhchoun · Nouisri · Reguero · Sahbaoui · Valiente · Wais